# Selmecbánya

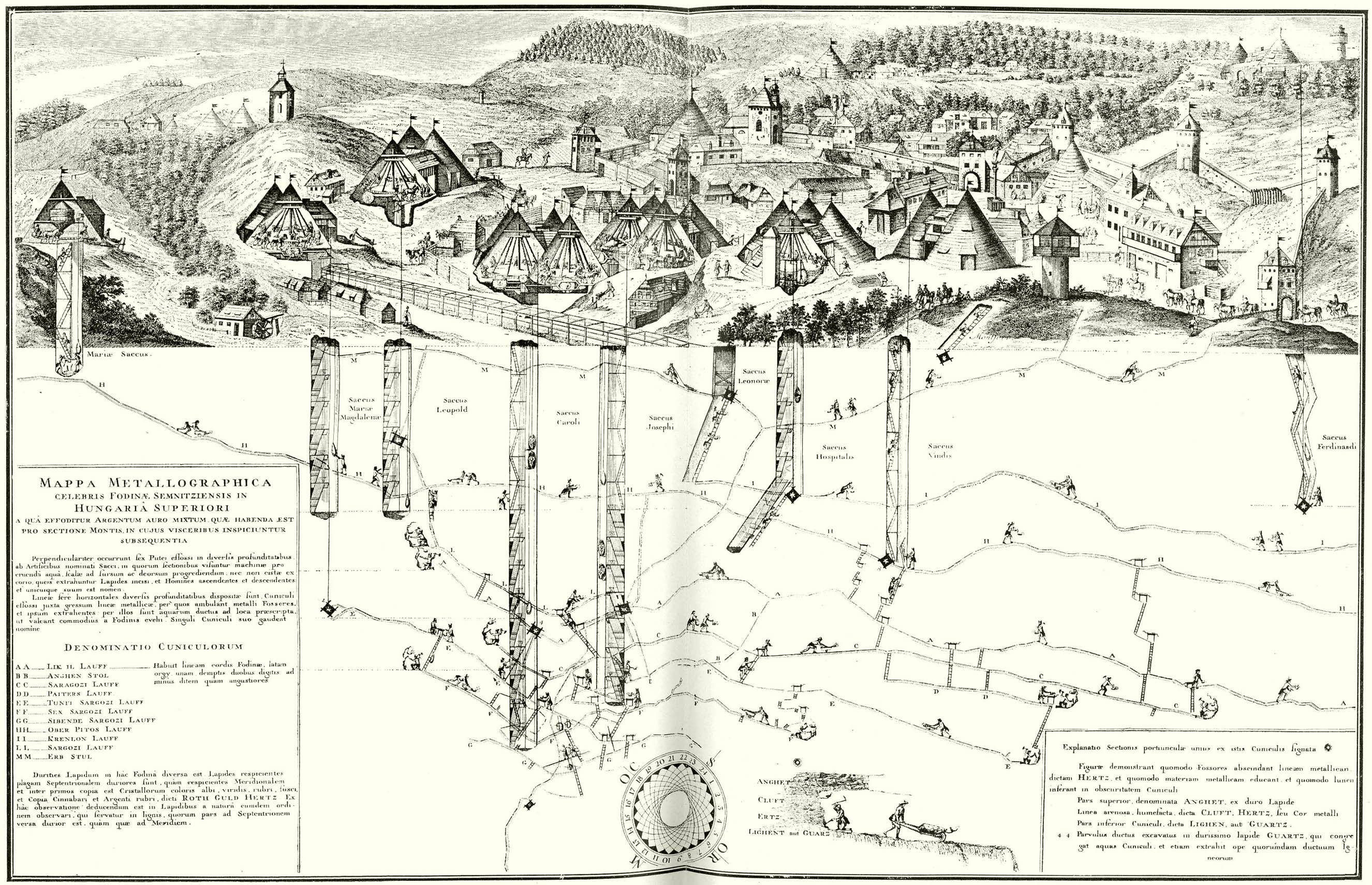
Selmecbánya Marsigli szerint, 1726

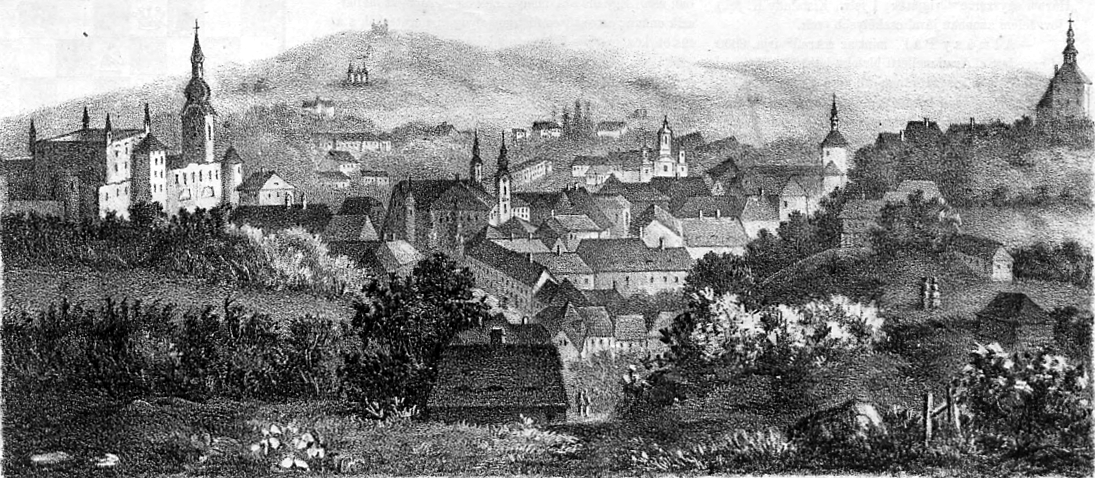
Selmecbánya (1863)

Selmecbánya (szlovákul Banská Štiavnica, németül Schemnitz, magyarul gyakran csak Selmec) város Szlovákiában, a Besztercebányai kerület Selmecbányai járásában, a járás székhelye. Ma a vezető ágazat a turizmus és vendéglátás,[forrás?] amely különösen az elmúlt két évtizedben kezdett felívelni.
Az egykori Magyar Királyság egyik legjelentősebb bányavárosa. Selmecbánya egy ősi bányaváros, ahol főként ezüstöt bányásztak. A középkorban mesés gazdagság rejtőzött itt a vulkanikus hegyek mélyén. A bányászathoz kapcsolódóan számos kisebb-nagyobb telep jött létre a környező hegyekben, amelyek a történelem során általában közigazgatási egységet alkottak a várossal, ma viszont egy részük külön község. A 19. század második felében és a 20. század elején sokáig egyesítve volt a szomszédos Bélabányával is: Selmec- és Bélabánya néven.

## Fekvése
Besztercebányától és Zólyomtól délnyugatra, a Selmeci-hegységben, egy völgykatlanban, az 1009 m-es Szitnya hegytől északra található. Festői fekvésű város, utcái más-más szinten, teraszosan alakultak ki.
Északról Teplafőszékely, északkeletről Bélabánya, keletről Tópatak, délkeletről Szentantal, délről Illés, délnyugatról Gyökös és Bacsófalva, nyugatról Hegybánya és Hodrushámor, északnyugatról pedig Vihnye községekkel határos.

## Története
A város alapítását illetően több legenda is létezik. A legismertebb szerint a város mellett található ezüst- és aranylelőhelyeket két Szalamandrának köszönhetően találta meg egy Sebenitz nevű pásztor, az Óhegy lábánál.
IV. Béla 1238-ban szabad királyi városi rangra emelte. Bár a tatárjárással kapcsolatban az írott források hallgatnak, jelenlétük feltételezhető. A tatárjárás után a király bajor és szász bányászokat telepített be, akiknek 1245-ben jogkönyvét is megerősítette. A középkorban évszázadokon át Magyarország legfontosabb ezüst- és aranybányái voltak itt. Szabad királyi város címmel rendelkezett, ahol a bányászat a Waldbürgereknek nevezett polgárság kezében volt – e jogokat a kincstár csak később szerezte meg. 1443-ban szörnyű földrengés pusztította a várost.
Virágkorát a 15. századtól a 18. századig élte. A világon először itt alkalmaztak puskaport a bányászatban (1627-ben).  1717 -ben itt kezdődött meg az iskola rendszerű bányászati szakemberképzés, amit 1735. június 22-én III. Károly „Instructio” leirata Felsőoktatási szintre emelte, ezzel megszületett a világ első műszaki felsőoktatási intézete, a Bergschola (Felsőfokú Bányatisztképző Intézet). 1762. október 22-én kelt Systema nevű leiratában Mária Terézia megerősítette az udvari kamara döntését, így akadémiai rangra emelte a bergscholat. 1770-re a világ első bányászati akadémiája, (Academia Montanistica). 
1782-ben Magyarország harmadik legnagyobb városának számított Pozsony és Debrecen után 23 192 lakosával (elővárosokkal együtt mintegy 40 000 lakossal). 1786-ban elnyerte a jogot, hogy országos vásárokat tarthasson.
Leírás a településről a 18. század végén:
SELMETZ BÁNYA: Semnicium, Stiavnicza. 

Szabad Királyi nevezetes Bánya Város Hont Vármegyében, fekszik külömbféle kősziklás hegyekkel környűl vétetett vőlgyben, Sz. Antalhoz 3/4, Körmötz-Bányához 3, Besztertze Bányához pedig hat mértföldnyire. Hajdan Bányának, majd Szebeniczának neveztetett, mostani Selmetz nevezete pedig Zemnitze bányát jelentő tót szótól eredett. A’ régi Város más hegyen vala épűlve, ’s már 745-dikben építtetett vólt, és most régi Várnak, vagy ó Selmetznek neveztetik. – Idővel, minekutánna a’ tótokat helyekből a’ németek kiküszöbölni igyekeztek, nagyon meg németesedett; de már most számos tótok is lakják. Lakosai katolikusok, és evangélikusok. Hajdani külömbféle viszontagságait lásd Bél Mátyásnál Selmetz Városának leírásában; Szeverinynek, Brovnnak, Brükmannak, Tolliusnak, Richternek, Rauschernek, Mikovinyinek, ’s többeknek munkáiban. Virágozni kezdettek gazdag bányái már I. ISTVÁN Király alatt; de annakutánna IV. BÉLÁNAK uralkodásakor a’ Tatárok által mind a’ lakosok, mind pedig bányái kegyetlenűl feldúlattattak, és 1245-dik esztendőig a’ szörnyű félelem miatt pusztán is maradtak. Megajándékozván pedig az említett Király Lakosait egy szabadság levéllel, éledni kezdett, és annakutánna jelesen meg is gyarapodott. Gazdagítá e’ Várost I. LAJOS Király is, meg ajándékozván nehány helységekkel 1355-dikben. Sanyargattatott annakutánna ZSIGMOND Király alatt a’ Huszsziták által; nemkülömben 1442-dikben; azután pedig földindúlás, és hírtelen halál is vala itten. 1554-ben kezdették Lakosai a’ Várat építtetni; 1680-ban pedig az új Várat kőfallal megerőssíttették. 1679-dikben kipusztíttatott; 1680-dikban pedig, és 1758-dikban is az égés által szerentsétleníttetett. Annakutánna Rákótzinak hatalmába esett, és a’ békekötést eszközlő személlyek itten gyűlekezének öszve. Újjabb sanyarúságot szenyvedtek Lakosai 1710-dikben a’ hírtelen halálozások által. 
Nevezetes Kálváriája 1744-től fogva 1751-dik esztendőig készíttetett; 1760-dikban pedig MÁRIA TERÉZIA által Királyi Bányászi Akadémia állíttatott-fel itten, melly valamint e’ híres Várost, úgy az egész Hazát is nevezetesíti. Épűletei között nevezetesebbek 1. a’ régi Vár, melly jeles toronnyal, ’s harangokkal is megékesíttetett; 2. az új Vár, melly négy szegeletre építtetett, ’s verő órával díszeskedik; az előtt 12 ágyúk valának rajta, de ketteje az új toronyban lévő óra-harangba öntetett. Szentegyházai között nevezetes 1. a’ Város Temploma, melly Sz. Katalinról neveztetik, 1443-dikban épűlt, 1656-dikban rézzel fedettetett, 1667dikben pedig belőlről jelesen felékesíttetett; azután 1727-dikben új óltárral, 1734-dikben pedig új lelki tanító székkel díszesíttetett. 2-dik Szentegyház a’ Piáristáké, melly az előtt a’ Jésuitáké vólt. 3-dik az úgynevezett Sz. Anna Temploma, melly 1498-dikban a’ Város Tanátsa által építtetett. 4-dik nem meszsze a’ temető helytől, melly némellyek szerént Mátyás Király alatt épűlt. Az evangelikusoknak is van Templomjok, északra nem meszsze a’ Város’ Szentegyházától. 
Világi épűletei között nevezetesebbek a’ Kir. Bányászi Kamaraház, mellyben a’ Fő Bányászi Grófnak lakásán kivűl, hivatalbéli szobák is vagynak. Ez után következik a’ Város Háza, melly 1488-dikban épűlt, 1731-dikben pedig új toronnyal, és verő órával díszesíttetett. A’ Tanátsháznak ajtója felett olvashatók Ptolomeus Királynak nevezetes versei. Több jelesebb épűletei között szembetűnők az úgy nevezett magas ház; Hellenbach Uraság’ háza, melly a’ Királyi Felségeknek szállást szolgáltatott, és emlékeztető írással is díszeskedik; ezeken kivűl még azok a’ házak, mellyek az alsó 251piatzon a’ Szentegyház felől épűltek ’s a’ t. 
Bányái számosak, és külömbfélék, mellyeknek leirásai meszsze vonnának tzélunktól; lakosai háromfélék: bányabirtokosok, ezeknek jeles szabadságaik vagynak; kézi mesterek, és közönséges polgárok, kik a’ Tanátstól függenek; végre pedig a’ bányákbéli munkások, a’ kik számokra nézve majd többek, majd kevesebbek. Épűletei e’ Városnak hegyes és vőlgyes fekvéséhez képest sok helyeken el vagynak szaggatva, mindazáltal többnyire alkalmatos, némellyek pedig tsínos lakást is szolgáltatnak. Posta, sóház, és Bányászi Itélő-Szék is van benne. Határja leginkább sovány, és lakosai a’ szomszéd vidékekről tápláltatnak illendő fizetésért.
A bányászati tevékenység a 19. század második felétől lehanyatlott és a lakosság száma is csökkent. A 19. század folyamán bányavárosból iskolavárossá vált, de a 20. század során ezt a szerepét is jórészt elvesztette. Hegyek közti, elzárt helyzetéből fakadóan a gazdasági fejlődés elkerülte, és a város is elszegényedett.
Az oktatási intézményt 1919-ben átköltöztették Sopronba. Az erdőmérnöki kar ott maradt, de a kohó- és bányamérnöki karokat 1949-ben továbbköltöztették Miskolcra. Az Akadémia utódegyetemeinek hallgatói és volt diákjai a mai napig is őrzik és ápolják az itt kialakult hagyományokat, illetve szent városukként tisztelik és rendszeresen látogatják Selmecbányát.
Garamberzence és Selmecbánya között épült meg Magyarország két első gőzüzemű, keskenynyomtávú vasútvonalának egyike, az 1873-ban átadott, 1000 milliméteres nyomtávú Garamberzence–Selmecbánya-vasútvonal.
Selmecbányán keletkezett a híres bányászhimnusz, amely az egykori Magyarországon mindenütt elterjedt a magyar bányászok között.

### Területi változások
Selmecbánya (Selmec- és Bélabánya) területe 1921-ben 88,25 km² volt. 1954-ben Hodrusbánya (24,4650 km²) és Bélabánya (21,0797 km²) önálló községgé alakult, ezzel területe kevesebb, mint felére csökkent.
1971-ben a korábban önálló Szitnyatő községet (4,47 km²) Selmecbányához csatolták. További kisebb területi változások: Hegybánya község területéhez csatolták át Felsőrónát (1,87 km²), Bacsófalvától viszont a Bacsófalvi-tó környéke (1,19 km²) került Selmecbányához.
Selmecbánya területe 2007-ben 46,7383 km² volt, mely két kataszteri területre és öt városrészre oszlik:
- Selmecbánya (Banská Štiavnica) – 32,8963 km²
  - Selmecbánya (Banská Štiavnica)
  - Stefultó vagy Istvánháza (Štefultov)
  - Szitnyatő (Sitnianska)
  - Bacsófalvitó üdülőtelep (Počúvadlianske jazero)
- Banky – 13,8420 km²
  - Banka vagy Kisbánya (Banky)

## Nevezetesebb városi történetek
Selmecbánya városlakóinak viselt dolgait Király Ernő, a helybéli líceum igazgatója írta meg a Borovszky-féle Magyarország vármegyéi és városi sorozat Hont vármegyéről és Selmecbányáról szóló kötetében.
1543-ban az uralkodó által kinevezett kohószámvevő részegen mulatozott cimboráival, és agyonszúrt egy vétlen embert. A bányaváros bírái és tanácsosai pallosjogukkal élve halálra ítélték, és fejét póznára tűzték. 1585-ben strassburgi alkimisták borzolták a polgárok idegeit, majd a törökök elrabolták a szépséges Dóczy Lőrincnét. 1679-ben egy tállyai pap által vezetett négyezer fős kuruc sereg tört be a városba, hogy „hűtlen és kétszínű viselkedésért” megbüntessék lakóit. Több történetet olvashatunk Mikszáth Kálmán és Kosáryné Réz Lola tollából, mint például a többször is feldolgozott Leányvári Boszorkányt.

### Városháza
A korábban egyemeletes épület mai alakját 1787–88-ban nyerte el, és tornyát is ekkor építették. Annak nevezetessége az óra, melynek mutatói fordítva jelzik az idő múlását: a kismutató jelzi a perceket, a nagy pedig az órákat. Ennek oka a monda szerint az, hogy a városon rendszeresen átutazó kereskedők nem voltak hajlandóak hozzájárulni az óratorony építési költségeihez, így a selmeciek úgy döntöttek, hogy akkor ne is tudják leolvasni a pontos időt az óráról…

## Népessége
| Év:            | 1994.  | 2004.   | 2014.   | 2024.   |
| -------------- | ------ | ------- | ------- | ------- |
| Emberek száma: | 10 582 | 10 814  | 10 191  | 9293    |
| Eltérés:       |        | +2,19 % | -5,76 % | -8,81 % |

| Év:            | 2023. | 2024.   |
| -------------- | ----- | ------- |
| Emberek száma: | 9339  | 9293    |
| Eltérés:       |       | -0,49 % |

- 1880-ban 15 262 lakosából 11 662 szlovák és 1 489 magyar anyanyelvű volt. Szitnyatőn 228 szlovák és 4 magyar anyanyelvű élt.
- 1890-ben 15 280 lakosából 11 483 szlovák és 2 534 magyar anyanyelvű volt.
- 1900-ban 16 375 lakosából 12 116 szlovák és 3 253 magyar anyanyelvű volt.
- 1910-ben 15 185 lakosából 8 341 szlovák és 6 340 magyar anyanyelvű volt. Szitnyatőn 342 szlovák és 16 magyar anyanyelvű élt.
- 1921-ben 13 264 lakosából 11 956 csehszlovák és 660 magyar volt. Szitnyatőn 281 csehszlovák élt.
- 1930-ban 13 395 lakosából 12 502 csehszlovák és 308 magyar volt. Szitnyatőn 281 csehszlovák élt.
- 1956-ban már csak 10 400 lakosa volt.
- 1991-ben 10 440 lakosából 10 165 szlovák és 39 magyar volt.
- 2001-ben 10 874 lakosából 10 213 szlovák és 43 magyar volt.
- 2011-ben 10 409 lakosából 9 006 szlovák, 51 cigány, 42 cseh, 35 magyar és 24 egyéb nemzetiségű; nem válaszolt 1 251 fő.[8]
- 2021-ben 9628 lakosából 9214 (+52) szlovák, 32 (+15) magyar, 47 (44) cigány, 2 (+9) ruszin, 108 (+17) egyéb és 225 ismeretlen nemzetiségű.[9]

## Látnivalók
- Óvár (48-as emlékmű, múzeum)
- Leányvár (Újvár)

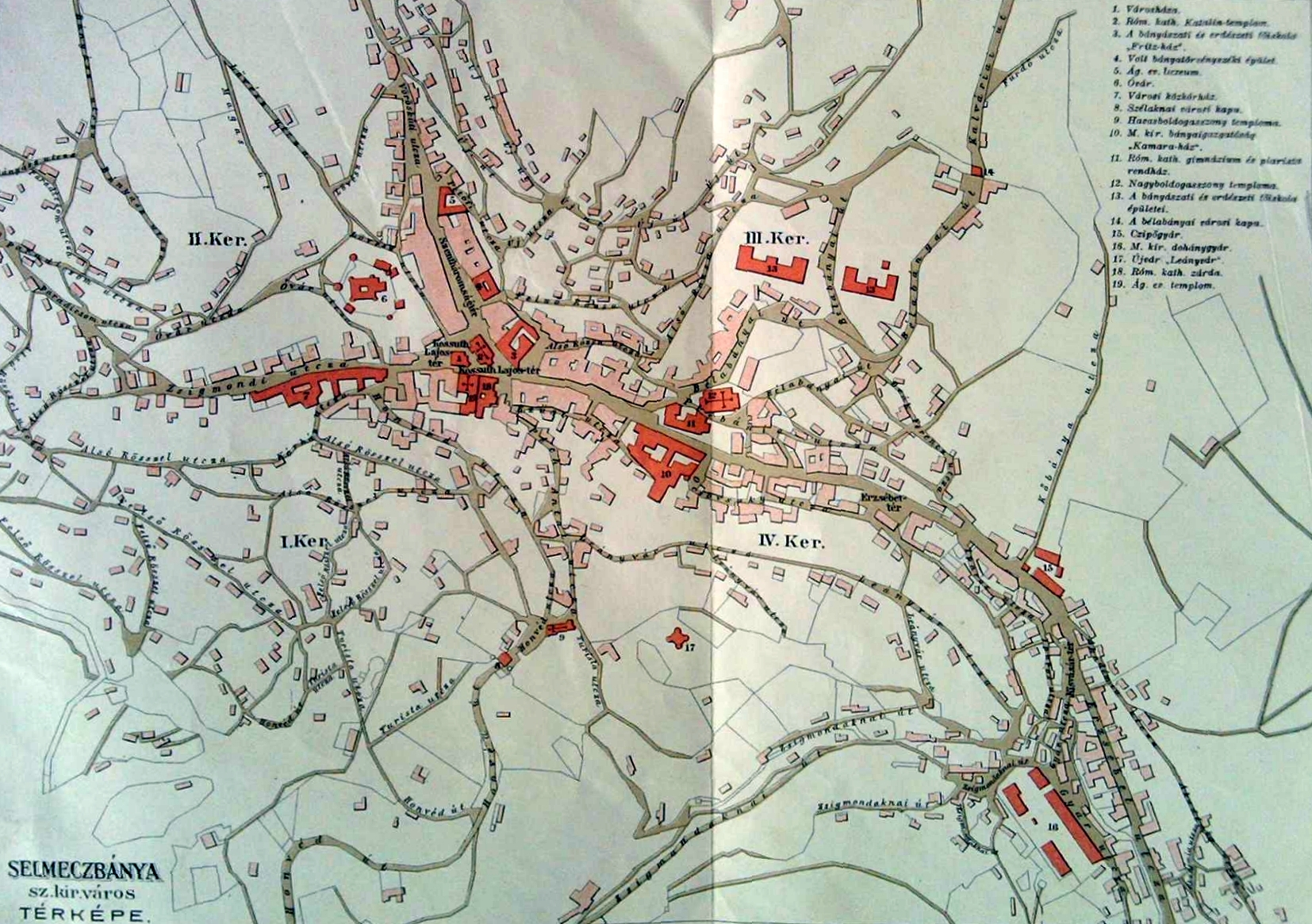
Selmecbánya 1906 előtt

- Nagyboldogasszony plébániatemplom (13. század)
- Szent Katalin templom (15. század vége, gótikus)
- Havas Boldogasszony templom (1512)
- Szent Erzsébet templom (13. század)
- Nepomuki Szent János kápolna (1714)
- A Kálvária 22 kápolnája (1751)
- Klopacska
- Kémiai, bányászati, erdészeti paloták, botanikus kert
- Szentháromság tér
- A városháza toronyórája (felcserélt mutatókkal)
- Víztározó tavak a város körül (pl. "Abszint-tó" és Klinger-tó)
- Szélaknai (más neveken Hegybányai vagy Piargi) kapu
- Kerpely Antal sírja, és három temető professzorsírokkal (Péch Antal)
- Evangélikus Lyceum (Petőfi Sándor, Mikszáth Kálmán, Sajó Sándor, Andrej Sládkovič szlovák költő is itt tanult)
- Szabadtéri Bányamúzeum (Skanzen). A várostól 2 km-re, Hegybánya irányában található az 1974-ben megnyílt, Szlovák Bányászati Múzeumhoz tartozó kiállítás. Többek közt bányagépek, bányamozdonyok, kézi meghajtású, fából készített szellőzőberendezés, geológiai gyűjtemény látható itt. A Bertalan-tárnából (szlovákul Štôlňa Bartolomej) indulva a védőruházatba beöltöztetett látogatók egyórás túrát tehetnek a selmeci bányák labirintusában.
- Kammerhof
- Terasz
- Maflasarok
- Ásványkiállítás
- Határában 13 hektáros mesterséges bányató (Počúvadlianske jazero) található üdülővel, turistaházakkal.

## A belváros

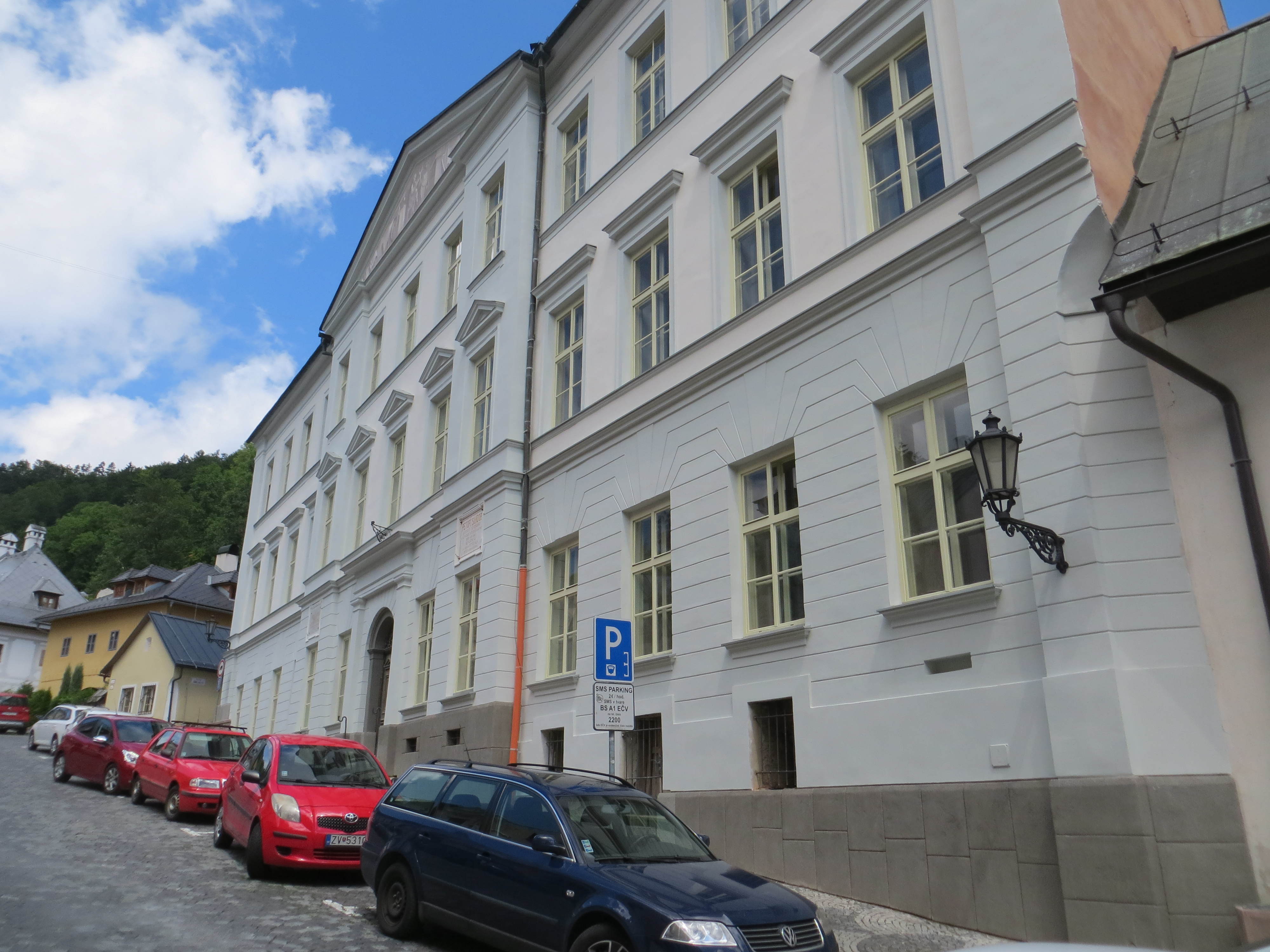
A líceum épülete, ahol Petőfi is tanult

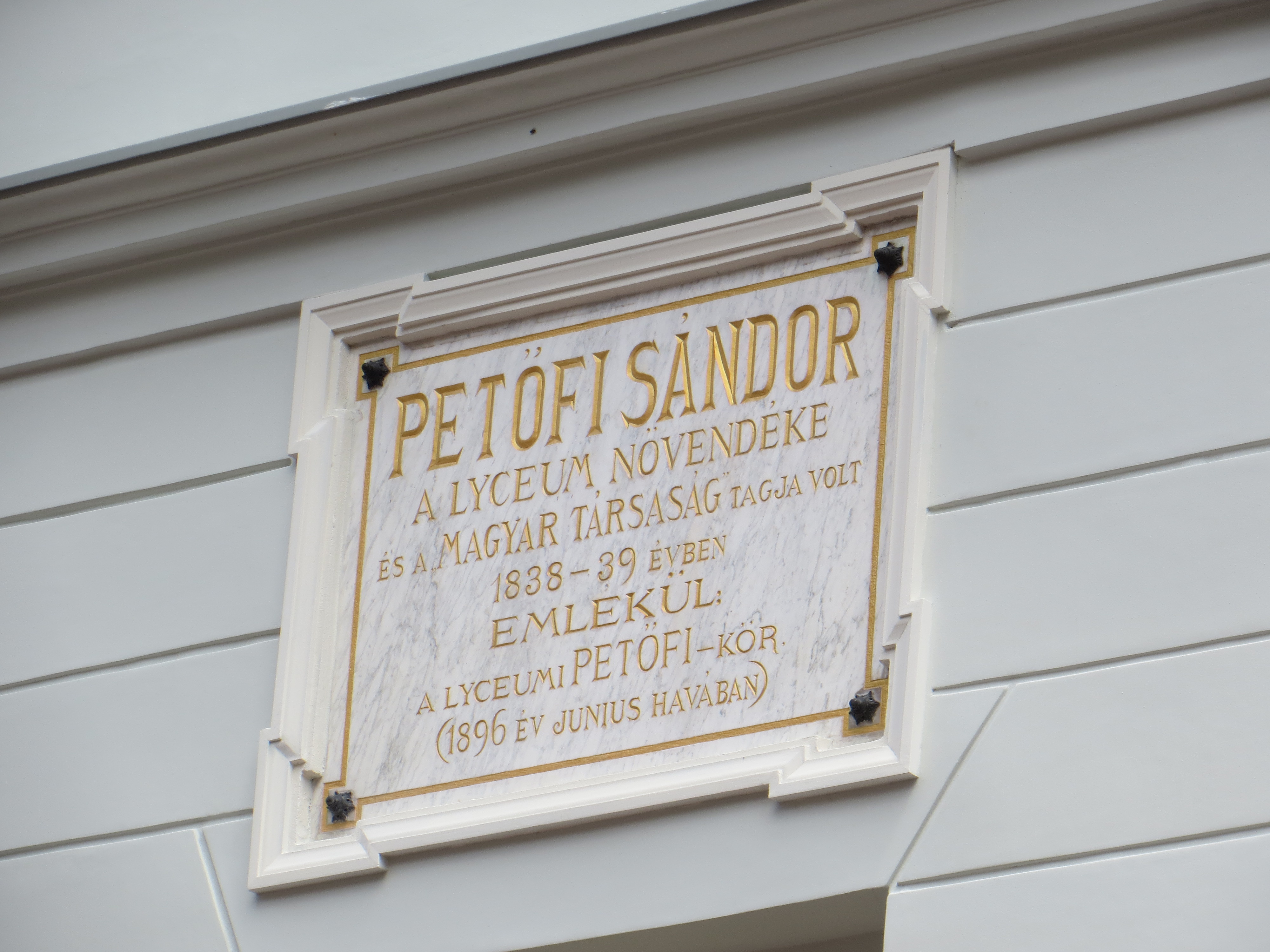
Petőfi Sándor emléktáblája

Történelmi belvárosát 1950-ben nyilvánították védetté, azonban felújítás hiányában az 1970-es évekre az épületek borzalmas állapotba kerültek. A komplex rekonstrukció végül 1979-ben indult meg. A műemléki városközpontot és a környék ipartörténeti értékeit az UNESCO a világörökség részévé nyilvánította 1993. december 11-én. Bár a felújítás azóta is folyamatos, a belváros épületeinek egy része (így például az evangélikus líceum, ahol Petőfi is tanult)  sokáig elhanyagolt, lehangoló állapotban volt, de már megújult (2017). Az Evangélikus Líceum épületén látható emléktábla. 

## Híres személyek

### A városhoz kapcsolódik
- Mikszáth Kálmán számos írása a városhoz és környékéhez köthető.
- Itt tanult Petőfi Sándor, Ipolyi Arnold, a 19. századi magyar néprajztudomány legnagyobb alakja,[10] Lahner Emil, a párizsi iskola neves festője, Bodorovszky Sámuel hivatalnok.
- Giovanni Antonio Scopoli (Cavalese, 1723. június 13.–Pavia 1788. május 8.) világhírű természettudós, főiskolai tanár, orvos, entomológus (lepidopterológus), róla nevezték el a szkopolamin alkaloidát.
- Itt élt és alkotott Simai Kristóf, a piarista rend szenioraként 1829-től 1833-ban bekövetkezett haláláig. Tanár, drámaíró, továbbá nyelvészeti tanulmányokkal is foglalkozott, szótárt szerkesztett, az egyik első magyar szakácskönyv szerzője, az MTA levelező tagja.
- Christian Doppler osztrák fizikus és matematikus, a Doppler-effektus felfedezője, 1847-49 közt a Selmeci Akadémián tanított, illetve itt tanulmányozta a föld mágneses elhajlásának jelenségét.
- Szélaknán hunyt el 1890-ben Zahora József katolikus plébános.
- Itt dolgozott Terray István régész, történész.
- Itt dolgozott Téry Ödön orvos.
- Itt hunyt el Kuti István (1867-1912) városi rendőrfőkapitánya.
- Itt hunyt el Malocsay Antal (1790-1859) piarista áldozópap.
- Itt szolgált Aschner Tivadar (1824-1879) pozsonyi kanonok, főgimnáziumi tanár.
- Itt szolgált Pokorny Emánuel (1860-1939) pap, főgimnáziumi igazgató.

### Selmecbányán született
- Szélaknán született 1849-ben Aschenbrier Antal római katolikus pap, egyházjogász, történész, egyetemi tanár.
- Czvittinger Dávid irodalomtörténész
- Hell Miksa csillagász
- Lumnitzer István orvos, botanikus (1749. április 4. – 1806)[11]
- Puchner Antal Szaniszló császári és királyi lovassági tábornok
- Galambos Márton (1820–1872) állatorvos, orvos, honvédorvos
- Faller Károly (1857. május 21. – Budapest, 1913. május 30.) kohómérnök, főiskolai tanár, az Országos Magyar Bányászati és Kohászati Egyesület alapító tagja
- Itt született 1874. július 29-én szepesváraljai Haendel Vilmos nemzetközi jogász, egyetemi tanár
- Hamrák Béla (1879-1954) evangélikus lelkész, gimnáziumi tanár.
- Itt született 1876-ban Lovich Ödön magyar ügyvéd, 1908-1922 között Gyula városának polgármestere
- Pattantyús-Ábrahám Géza (1885. december 11. – Budapest, 1956. szeptember 29.) Kossuth-díjas gépészmérnök, műegyetemi professzor, akadémikus
- Kosáryné Réz Lola író, műfordító
- Pituk Sándor sakkfeladványszerző, itt született, élt és hunyt el (1904–2002)
- Hoffmann Dezső nemzetközi hírű fotográfus
- Ronkay Ferenc (1912. március 26. – 1979. május 6.) gépészmérnök, egyetemi tanár
- Kosáry Domokos történész 1913. július 31-én
- Bulla Elma Kossuth-díjas színművésznő 1913. augusztus 26-án
- Ľudovít Lačný, sakkfeladványszerző
- Magda Vášáryová, színésznő és diplomata[12]
- Szitnyatőn született 1846-ban Pachinger Alajos piarista szerzetes, zoológus, gyorsíró.

## Művészet

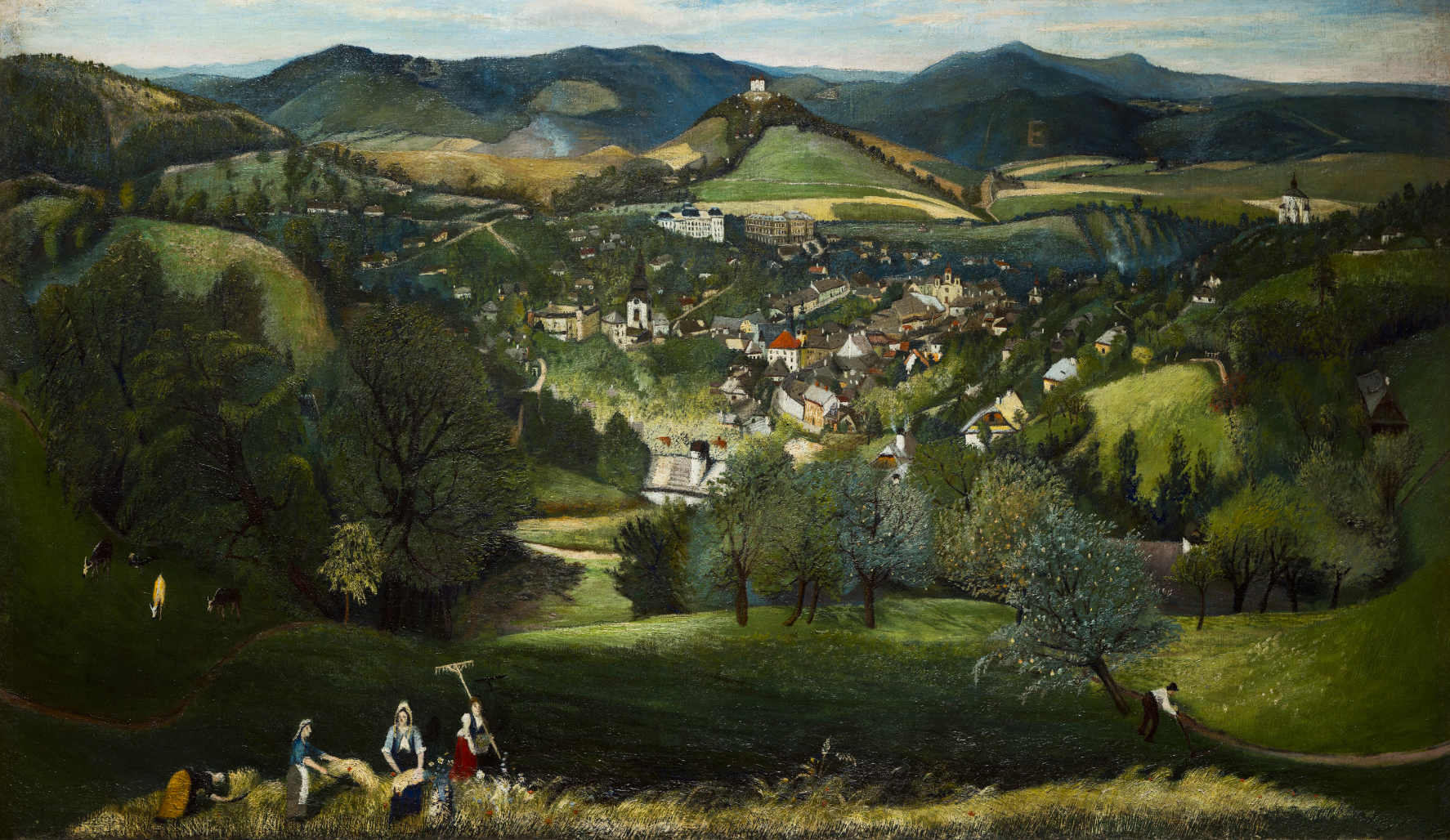
Csontváry Kosztka Tivadar: Selmecbánya látképe (1902), jobbra fönt az „E” (Erzsébet királyné) tisztás

Csontváry Kosztka Tivadar 1902-ben festette a Selmecbánya látképe című művét, amely ma Pécsett, a Janus Pannonius Múzeumban látható. A képen megörökítette az Erzsébet királyné tiszteletére vágott, ma már nem látható, E alakú tisztást is. A tisztás létezését fénykép is bizonyítja.

## Egyéb
- A Pro Patria–Honismereti Szövetség és a Történelemtanárok Társulása hagyományosan Selmecbányán tartja nyaranta a szlovákiai magyar diákok nyári történelmi-honismereti táborát.
- A hagyományos mesterségek vásárát augusztusban tartják.

## Képtár

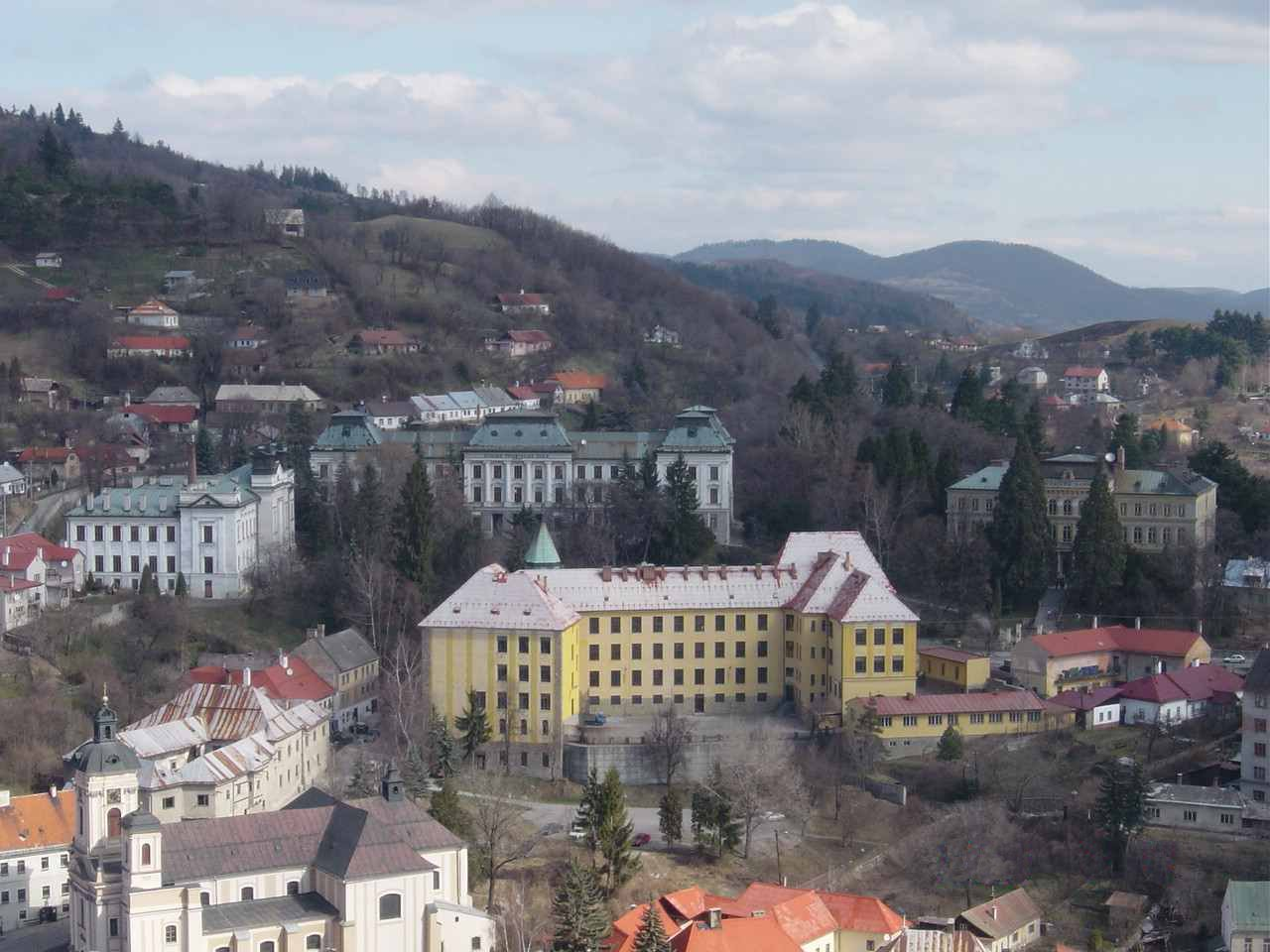
Kémiai, bányászati, erdészeti paloták
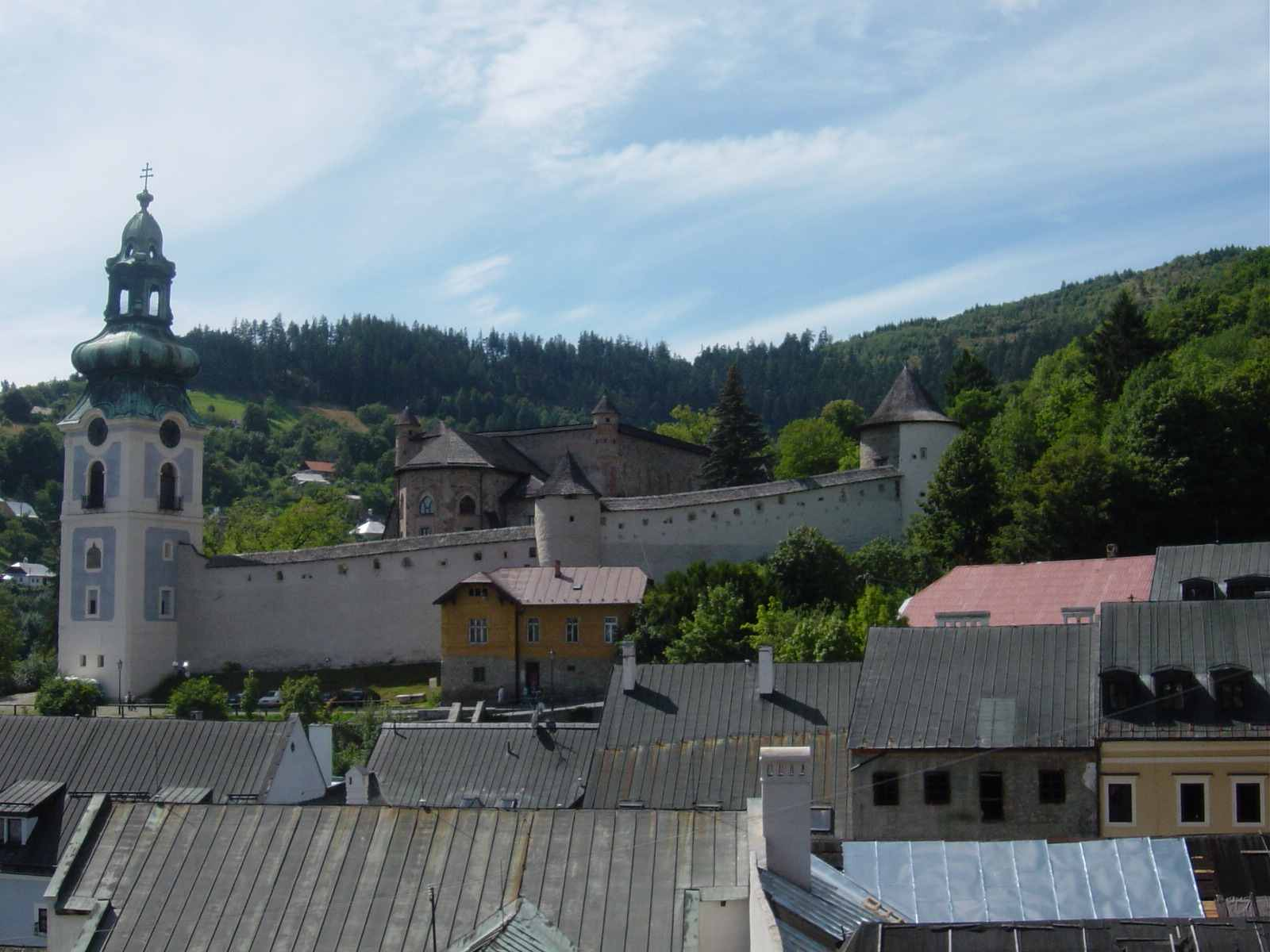
Óvár
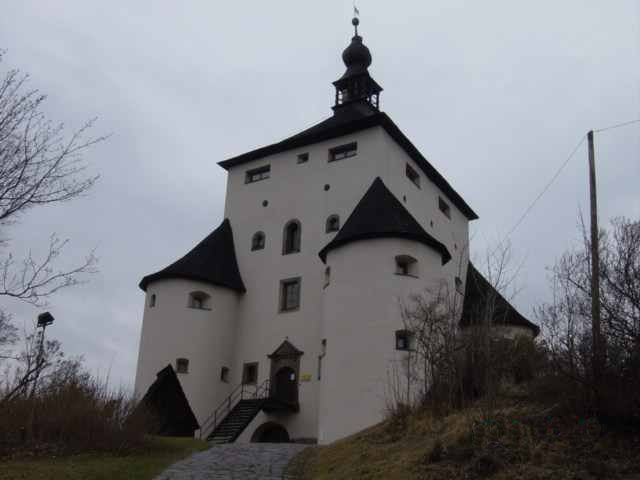
Leányvár vagy Újvár
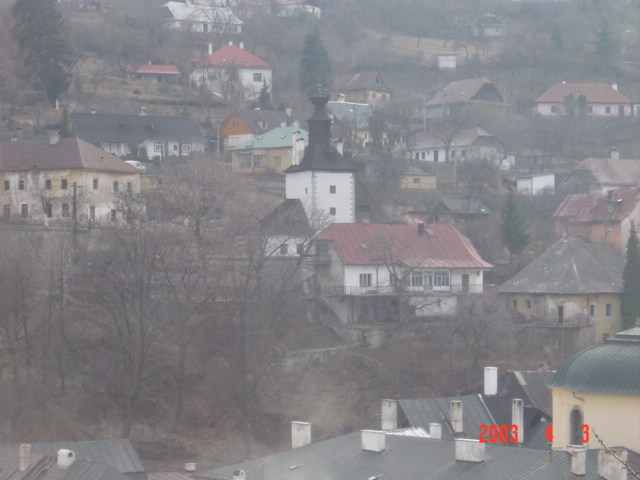
A Klopacska
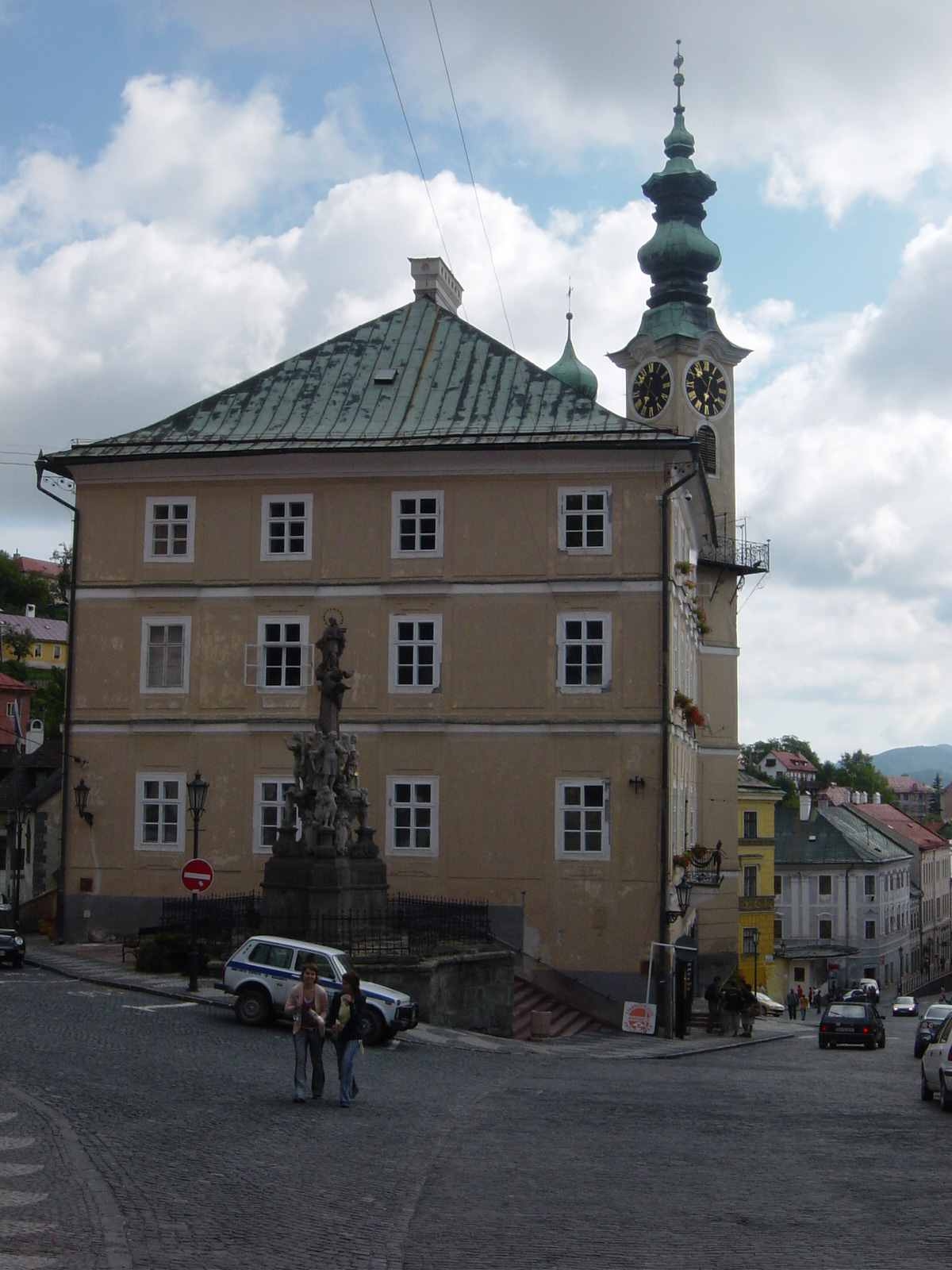
Városháza
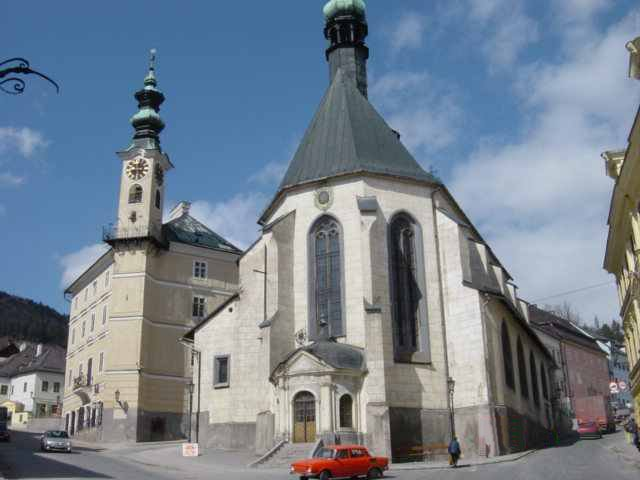
Szent Katalin-templom
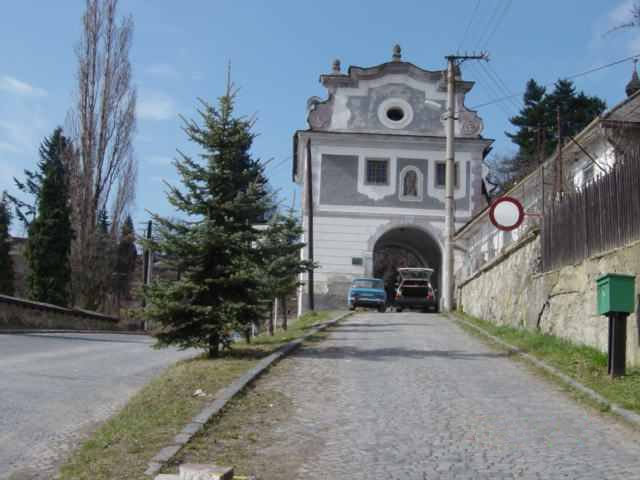
Szélaknai kapu
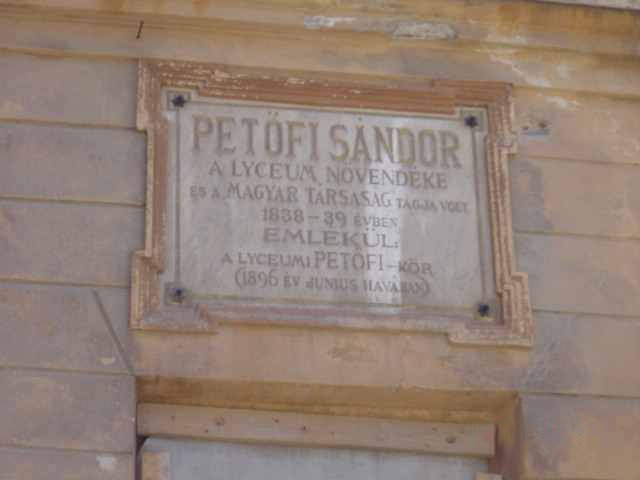
Petőfi-tábla
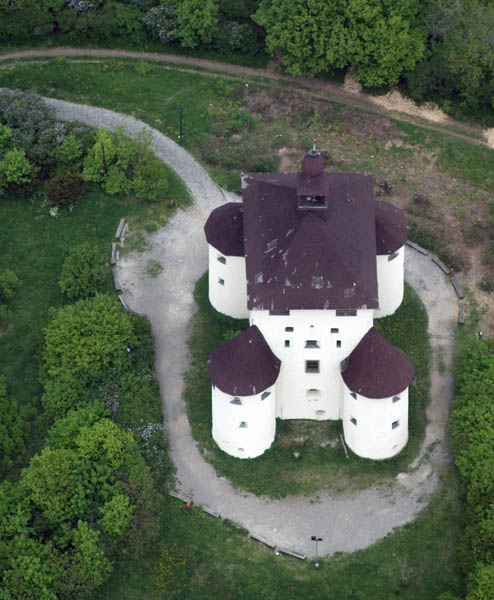
Az Újvár, avagy Leányvár légi fotója
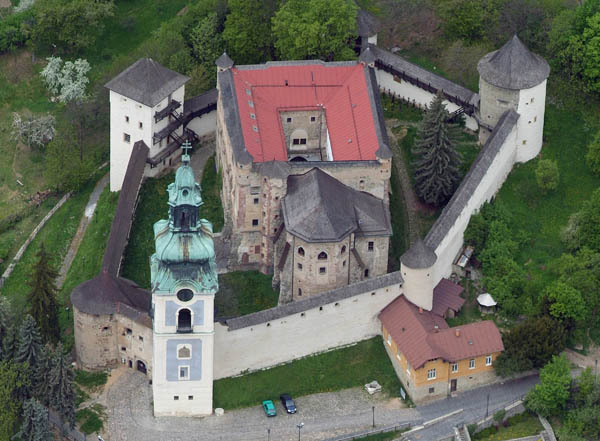
Az Óvár légi fotója
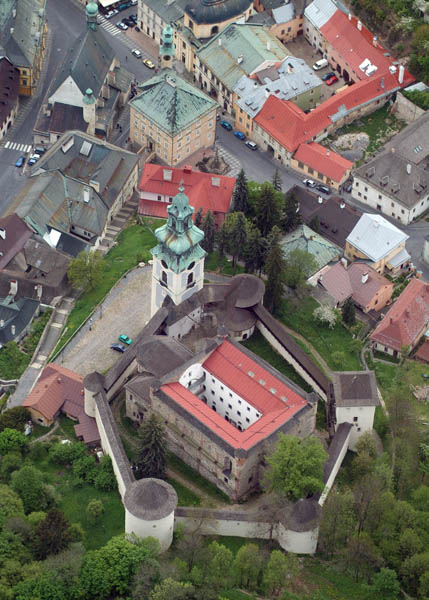
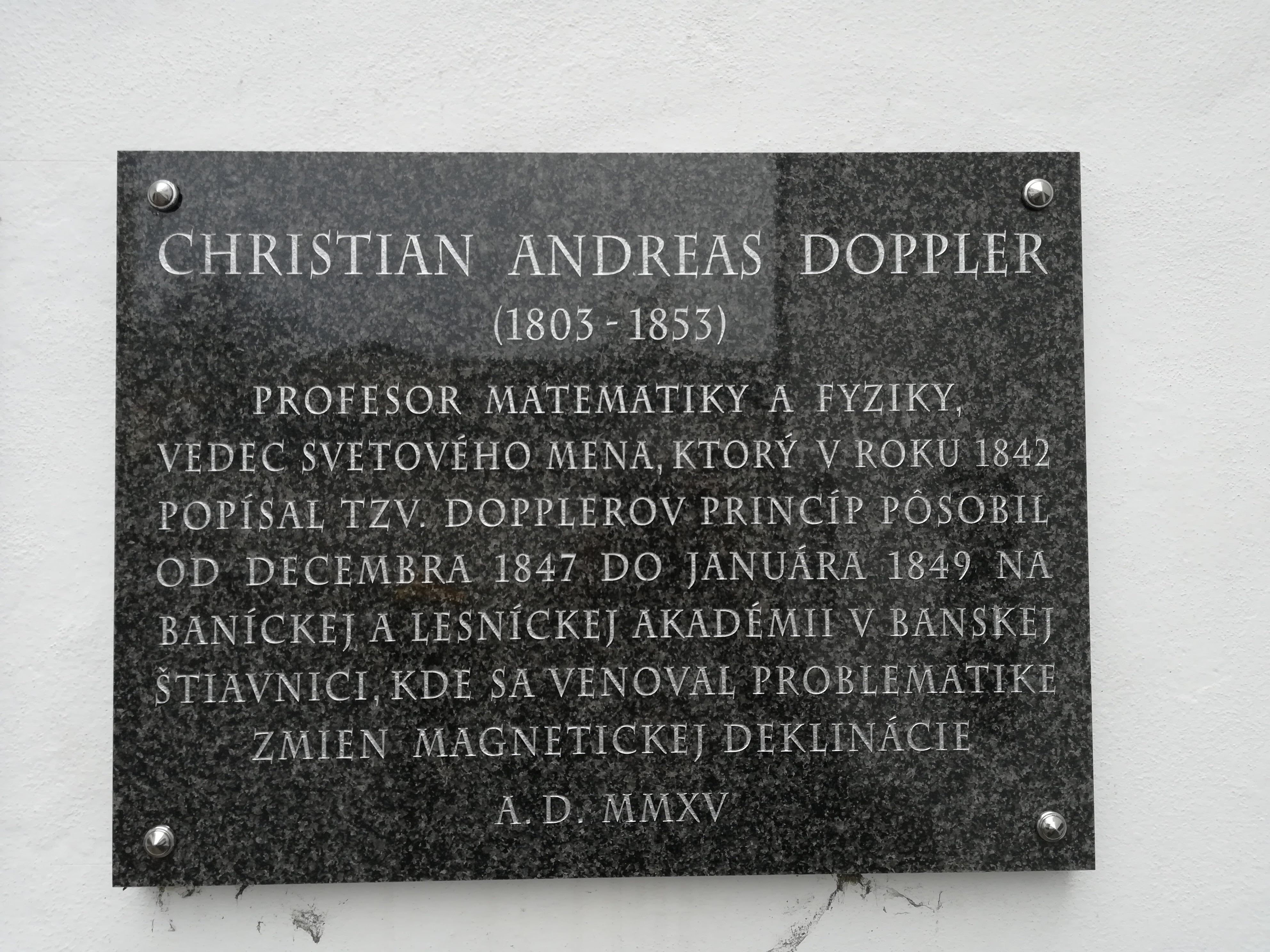
Christian Doppler emléktáblája Selmecbányán

## Testvérvárosai
- – Hünenberg, Svájc
- – Moravská Třebová, Csehország
- – Ptuj, Szlovénia
- – Soragna, Olaszország
- – Sopron, Magyarország (2008)
- -- Miskolc, Magyarország (2024)

## Irodalmi hivatkozások
- Selmecbánya leírása Mikszáth Kálmán „Az arany-kisasszony” című elbeszélésében
- Mikszáth Kálmán: Selmecvára (a Magyarország lovagvárai c. műből)
- Borovszky Samu: Magyarország vármegyéi és városai. Hont vármegye és Selmeczbánya sz. kir. város, 1906